# Skybyggegöl
Skybyggegöl är en sjö i Norrköpings kommun i Östergötland och ingår i Kilaån-Motala ströms kustområde. Sjön har en area på 0,0589 kvadratkilometer och ligger 79,2 meter över havet.

## Delavrinningsområde
Skybyggegöl ingår i det delavrinningsområde (651134-152054) som SMHI kallar för Utloppet av Nedre Vekmangeln. Medelhöjden är 88 meter över havet och ytan är 10,85 kvadratkilometer. Räknas de 2 avrinningsområdena uppströms in blir den ackumulerade arean 53,68 kvadratkilometer. Avrinningsområdets utflöde Pjältån (Storån) mynnar i havet. Avrinningsområdet består mestadels av skog (88 procent). Avrinningsområdet har 1,06 kvadratkilometer vattenytor vilket ger det en sjöprocent på 9,8 procent.